# Якима (город)
Я́кима — город в США, расположенный к юго-востоку от Национального парка Маунт-Рейнир. По данным переписи за 2010 года численность населения равнялась 91 067 человек.
Город Якима расположен в одноимённой долине, где производится около 77 % всего хмеля, выращенного в США. Название происходит от племени индейцев якама. Резервация индейцев расположена к югу и юго-востоку от города.

## География
По данным Бюро переписи населения США город Якима имеет общую площадь в 53 квадратных километров, из которых 52 кв. километров занимает земля и 1,3 кв. километров — вода. Площадь водных ресурсов округа составляет 2,33 % от всей его площади.
Город Якима расположен на высоте 326 метров над уровнем моря.

## Климат
| Показатель                    | Янв.  | Фев.  | Март  | Апр. | Май  | Июнь | Июль | Авг. | Сен. | Окт.  | Нояб. | Дек.  | Год   |
| ----------------------------- | ----- | ----- | ----- | ---- | ---- | ---- | ---- | ---- | ---- | ----- | ----- | ----- | ----- |
| Абсолютный максимум, °C       | 20,0  | 20,5  | 26,6  | 33,3 | 38,8 | 40,5 | 42,7 | 43,3 | 37,7 | 31,1  | 22,7  | 19,4  | 43,3  |
| Средний суточный максимум, °C | 3,7   | 7,9   | 13,5  | 17,6 | 22,4 | 26,4 | 31,0 | 30,4 | 25,5 | 17,7  | 8,8   | 2,1   | 17,2  |
| Средняя температура, °C       | −0,3  | 2,3   | 6,3   | 9,6  | 14,0 | 17,8 | 21,5 | 20,8 | 16,1 | 9,5   | 3,0   | −1,8  | 9,8   |
| Средний суточный минимум, °C  | −4,5  | −3,2  | −0,8  | 1,5  | 5,7  | 9,2  | 12,0 | 11,1 | 6,6  | 1,2   | −2,7  | −5,8  | 2,5   |
| Абсолютный минимум, °C        | −29,4 | −31,6 | −18,3 | −7,7 | −3,8 | −1,1 | 1,1  | 1,6  | −4,4 | −15,5 | −25   | −27,2 | −31,6 |
| Норма осадков, мм             | 28    | 19    | 15    | 13   | 14   | 15   | 5    | 6    | 9    | 13    | 26    | 38    | 208   |
| Источник: NWS                 |       |       |       |      |      |      |      |      |      |       |       |       |       |

## Демография
| Год переписи                    | Нас.  |  | %±     |
| ------------------------------- | ----- |  | ------ |
| 1890                            | 1535  |  | —      |
| 1900                            | 3154  |  | 105,5% |
| 1910                            | 14082 |  | 346,5% |
| 1920                            | 18539 |  | 31,7%  |
| 1930                            | 22101 |  | 19,2%  |
| 1940                            | 27221 |  | 23,2%  |
| 1950                            | 38486 |  | 41,4%  |
| 1960                            | 42284 |  | 9,9%   |
| 1970                            | 45588 |  | 7,8%   |
| 1980                            | 49826 |  | 9,3%   |
| 1990                            | 54843 |  | 10,1%  |
| 2000                            | 71845 |  | 31%    |
| 2010                            | 91196 |  | 26,9%  |
| 1890–2010 U.S. Decennial Census |       |  |        |

По данным переписи населения 2000 года в городе проживало 71 845 человек, 16 826 семей, насчитывалось 26 498 домашних хозяйств и 28 643 жилых дома. Средняя плотность населения составляла около 1378 человек на один квадратный километр. Расовый состав, по данным переписи, распределился следующим образом: 68,77 % белых, 1,99 % — чёрных или афроамериканцев, 2 % — коренных американцев, 1,2 % — азиатов, 0,14 % — выходцев с тихоокеанских островов, 3,92 % — представителей смешанных рас, 21,97 % — других народностей. Испаноговорящие составили 33,7 % от всех жителей города.
Из 26 498 домашних хозяйств в 34,4 % — воспитывали детей в возрасте до 18 лет, 44,2 % представляли собой совместно проживающие супружеские пары, в 14,2 % семей женщины проживали без мужей, 36,5 % не имели семей. 30,3 % от общего числа семей на момент переписи жили самостоятельно, при этом 14 % составили одинокие пожилые люди в возрасте 65 лет и старше. Средний размер домашнего хозяйства составил 2,63 человек, а средний размер семьи — 3,29 человек.
Население города по возрастному диапазону по данным переписи 2000 года распределилось следующим образом: 29,4 % — жители младше 18 лет, 10,8 % — между 18 и 24 годами, 27,6 % — от 25 до 44 лет, 18,2 % — от 45 до 64 лет и 14 % — в возрасте 65 лет и старше. Средний возраст жителей составил 31 год. На каждые 100 женщин в городе Якима приходилось 95,7 мужчин, при этом на каждые сто женщин 18 лет и старше приходилось 92,6 мужчин также старше 18 лет.
Средний доход на одно домашнее хозяйство в городе составил 29 475 долларов США, а средний доход на одну семью — 34 798 долларов. При этом мужчины имели средний доход в 29 647 долларов США в год против 23 629 долларов среднегодового дохода у женщин. Доход на душу населения в городе составил 15 920 долларов в год. 17,1 % от всего числа семей в городе и 22,4 % от всей численности населения находилось на момент переписи населения за чертой бедности, при этом 32,3 % из них были моложе 18 лет и 12 % — в возрасте 65 лет и старше.